# Jean Aubert (rugby à XIII)
Pour les articles homonymes, voir Jean Aubert et Aubert.
Pas d'image ? Cliquez ici

a Compétitions nationales et continentales officielles uniquement.

b Matchs officiels uniquement.
Jean Aubert est un joueur français de rugby à XIII évoluant au poste de deuxième ligne. Il connaît une seule sélection en équipe de France le 31 octobre 1959 contre l'équipe d'Australie.